# Calosoma blaptoides
Calosoma blaptoides är en skalbaggsart. Calosoma blaptoides ingår i släktet Calosoma och familjen jordlöpare.

## Underarter
Arten delas in i följande underarter:
- C. b. blaptoides
- C. b. tehuacanum